# スポーツドリーム
スポーツドリームは、ニッポン放送で1996年4月から2013年3月28日迄放送されていた、スポーツトーク番組。

## 概要
1996年4月に土曜夕方の放送枠で放送開始。毎週、スポーツ界から様々なゲストを迎え、トークを繰り広げる。また、番組開始から2009年3月28日放送分迄、トヨタ自動車の一社提供番組であり、
TOYOTAスポーツクラブインフォメーション」としてトヨタのモータースポーツチームであるTMGのチーム活動の広報コーナーも存在した。
2011年9月迄単独番組であったが、2011年のナイターオフからナイターオフ番組の内包となり、2012年のナイターオフ番組の終了に伴い、そのまま番組は終了となった。

## 出演者

### パーソナリティ

#### 放送終了時点
- 南原清隆（お笑いタレント） - 2007年4月8日 - 2012年3月29日、2012年10月1日 - 2013年3月28日

#### 過去
- 羽佐間正雄（フリーアナウンサー） - 1996年4月 - 2005年10月1日
- 乙武洋匡（作家、タレント） - 2005年10月8日 - 2007年4月1日

### アシスタント

#### 過去
- 内山久美子（フリーアナウンサー、元テレビ静岡アナウンサー） - 2002年10月 - 2004年9月
- 斉藤典子（フリーアナウンサー） - 2004年10月 - 2005年9月

### TOYOTAスポーツクラブインフォメーション担当
- 新保友映（当時：ニッポン放送アナウンサー）- 2007年4月8日 - コーナー終了時期不明

## 放送時間

### 放送終了時点
『松本ひでお 情報発見 ココだけ』に内包
- 平日 18:11 - 18:20 - 2011年10月13日 - 2013年3月28日

### 過去
- 土曜：17:00 - 17:30 - 1996年4月 - 2009年9月26日
- 土曜：21:30 - 22:00 - 2009年10月3日 - 2011年9月24日

## ネット局

### 過去
| 放送対象地域 | 放送局              | 放送日時  | 備考 |
| ------------ | ------------------- | --------- | ---- |
| 宮城県       | TBCラジオ           | 日曜 午前 |      |
| 中京広域圏   | 東海ラジオ（SF）    | 日曜 午前 |      |
| 近畿広域圏   | MBSラジオ（MBS）    | 日曜 午前 |      |
| 広島県       | 中国放送（RCC）     | 日曜 午前 |      |
| 福岡県       | 九州朝日放送（KBC） | 日曜 夜   |      |

## Web配信
乙武時代の2006年2月からニッポン放送 ポッドキャスティングステーションで、スピンオフ番組として『乙武洋匡のスポーツフラッシュ』を配信していた。